# Miles (Texas)
Miles es una ciudad ubicada en el condado de Runnels, Texas, Estados Unidos. Según el censo de 2020, tiene una población de 875 habitantes.

## Geografía
La localidad está ubicada en las coordenadas 31°36′2″N 100°11′7″O / 31.60056, -100.18528 (31.60062, -100.185317). Según la Oficina del Censo de los Estados Unidos, Miles tiene una superficie total de 4.41 km², correspondientes en su totalidad a tierra firme.

## Demografía
Según el censo de 2020, hay 875 personas residiendo en Miles. La densidad de población es de 198,41 hab./km². El 68.7% de los habitantes son blancos, el 0.2% son afroamericanos, el 0.5% son amerindios, el 14.1% son de otras razas y el 16.5% son de una mezcla de razas. Del total de la población, el 41.1% son hispanos o latinos de cualquier raza.